# Goldegger Dialoge
Die Goldegger Dialoge zur Thematik Gesundheit werden jährlich im Schloss Goldegg in Goldegg im Pongau im Salzburger Land abgehalten.
Träger der jährlichen mehrtägigen Veranstaltung ist seit 1982 der Kulturverein Schloss Goldegg, die Salzburger Ärztekammer, die Gemeinde Goldegg und der ORF.

## Themen und Referenten
- 1982: Ernährung, mit M. O. Bruker, Ulf Böhmig, Alfred Aigner, F. Petuely, Johanna Budwig, Sigurt Sailer, Barbara Rütting, u. a.
- 1983: Leib und Seele, mit Erwin Ringel, Sepp Schindler, Hildegard Katschnig, Manfred Biebl, Walter Birkmayer, Wolfgang Pöldinger, u. a.
- 1984: Wendepunkte des Lebens, mit Leopold Rosenmayr, Ursula Lehr, Walter Spiel, Peter Fedor-Freybergh, u. a.
- 1985: Der Mensch und seine Hüllen, mit Rudolf Doernach, Friedensreich Hundertwasser, Kurt Freisitzer, Josef Möse, Hubert Palm, Walter Pistulka, Sumereder, u. a.
- 1986: Arbeit und Freizeit, mit Rupert Gmoser, Baldur Preiml, Hans A. Pestalozzi, Anton Neumayr, Alf Kraulitz, u. a.
- 1987: Heilen durch den Geist, mit Gert Chesi, Heimo Gastager, Arnold Keyserling, Johann Kugler, Sergius von Golowin, Gottfried Hertzka, Irmgard Oepen, Hans Strotzka, Andreas Resch, u. a.
- 1988: Liebe – Sexualität – Tod, mit Ernest Borneman, Paul Becker, Johannes Pausch, Andres Studer, Eva Jaeggi, Marina Gambaroff, Manfred Biebl, u. a.
- 1989: Lebensängste – Ängste leben, mit Eugen Drewermann, Wolfgang Wieck, Irmgard Hülsemann, Robert Jungk, Wolfgang Wesiack, Verena Kast, u. a.
- 1990: Auf der Suche nach dem Glück – Der Mensch und seine Süchte, mit Arno Gruen, Ruediger Dahlke, Rotraud A. Perner, Günter Pernhaupt, u. a.
- 1991: Heile Natur – Natürliches Heilen. Das Erbe des Paracelsus.[1]
- 1992: Schmerz – Stachel des Lebens.[2]
- 1993: Zeit-Erleben. Zwischen Hektik und Müssiggang.[3]
- 1994: Unser Kind – das Kind in uns.[4]
- 1995: Der befreite Körper – Lust und Last.[5]
- 1996: Mythen, Rhythmen, Rituale.[6]
- 1997: Unser Herz – eine Pumpe mit Gefühl?[7]
- 1998: Genuss zwischen Wahn und Sinn.[8]
- 1999: Gesunde Beziehungen.[9]
- 2000: Abschied und Aufbruch. Verändern und Loslassen.[10]
- 2001: Neue Wege des Heilens.[11]
- 2002: Grenzen sprengen – Mitte finden.[12]
- 2003: Aus der Egoismusfalle. Selbstfindung zwischen Einsamkeit und Geborgenheit.[13]
- 2004: Wellness – Wahn und Maß.[14]
- 2005: Lebensmitte(l) Arbeit.[15]
- 2006: Zukunft des Heilens zwischen Spiritualität und Hightech.[16]
- 2007: Kraft der Beziehung. Bindung, Freundschaft, Resonanz.[17]
- 2008: Werte, Wandel und das Glück.[18]
- 2009: Schöpferisch das Leben meistern.[19]
- 2010: Was uns stark macht.[20]
- 2011: Wofür und wovon wir leben, mit Eugen Drewermann, Joachim Bauer, Gerald Hüther, u. a.[21]
- 2012: Was uns verbindet – Energie und Empathie
- 2013: Der freie Mensch. Autonomie und Verantwortung
- 2014: Vertrauen und Risiko – das Lebendige wagen
- 2015: Zuwendung und Widerstand – wie miteinander leben?
- 2016: Aufbruch.Umbruch.Wandel
- 2017: Mut zum Miteinander
- 2018: Die Magie des Berührens
- 2019: Begehren, Gier und Glück mit Ariadne von Schirach, Michael Lehofer …